# PowerBook 500
| Apple PowerBook 540c      |                    |
| Famiglia PowerBook 500    |                    |
| Produttore                | Apple              |
| Tipo                      | Portatile          |
| Dispositivo di puntamento | Touchpad integrato |
| Data di introduzione      | 16 maggio 1994     |

La famiglia PowerBook 500 (nome in codice  Blackbird) è una serie di computer portatili prodotti da Apple e introdotti sul mercato il 16 maggio 1994 con il modello 540c. I computer di questo modello sono stati i primi a usare come dispositivo di puntamento integrato un touchpad invece del  trackball usato fino a quel momento da tutti gli altri modelli di portatile.
La famiglia fu anche la prima a fare uso del processore Motorola 68LC040 (in contemporanea con il  Powerbook Duo 280) con la possibilità di conversione verso l'architettura PowerPC grazie a un modulo CPU removibile e configurabile, su acquisto, con una CPU PowerPC oppure 68040. Altre caratteristiche della famiglia erano monitor da 9.5"  Dual Scan di tipo passivo (disponibili sia a colori che monocromatici), audio stereofonico a 16 bit con altoparlanti incorporati, modulo di espansione, supporto di PC Card, due alloggiamenti per batterie (con una batteria sleep/orologio da dieci minuti), tastiera di dimensioni normali comprensiva dei tasti funzione F1-F12, in grado di passare in stand-by quando collegato a un monitor esterno e con un coperchio di protezione dei contatti integrato nelle batterie. I computer inoltre erano dotati di un'interfaccia seriale per il collegamento a una stampante o a una rete tramite il protocollo proprietario LocalTalk. Come altro elemento di novità, era presente anche una porta AAUI per il collegamento verso reti su protocolli diversi da LocalTalk (tipicamente, reti di tipo ethernet).
La famiglia PowerBook 500 uscì completamente di produzione con l'avvento dello sfortunato modello PowerBook 5300. Il vero successore della famiglia fu il modello  PowerBook 190 che rimase l'unico basato solo sulla CPU 68LC040 come modello entry-level dei PowerBook.
Secondo un sondaggio condotto da Insanely Great Macintosh nel novembre 2000, il modello 540c è stato considerato il secondo miglior modello di PowerBook mai prodotto.

## Storia
I primi modelli immessi nel mercato il 16 maggio 1994 furono i PowerBook 540c e 540, caratterizzati da uno schermo LCD a matrice attiva (costoso per i criteri dell'epoca), subito seguiti dai modelli 520c e 520 che usavano un più economico schermo LCD a matrice passiva. Una delle caratteristiche più interessanti erano il supporto delle espansioni su PC Card (PCMCIA) e la possibilità di conversione della CPU verso l'architettura PowerPC. Infatti questi modelli vennero introdotti nella fase in cui i computer Apple stavano migrando dall'architettura basate sulle CPU 68x40 verso il nuovo chip PowerPC e questa possibilità di espansione, unita alle caratteristiche innovative del prodotto e alle errate previsioni sui tempi di introduzione di un modello di PowerBook completamente costruito sul PowerPC, causarono in breve tempo l'esaurimento delle scorte.
Il modello 540 fu il primo a essere tolto dalla produzione, mentre venivano aggiunti potenziamenti di memoria (8MB aggiuntivi), di capacità di immagazzinamento dell'hard-disk (passato da 160MB a 240, 320 e 500MB), l'opzione di un modem integrato e l'upgrade del sistema operativo dal System 7.1.1. al System 7.5.
Nel 1995 Apple concesse l'autorizzazione alla sua succursale giapponese per introdurre un modello potenziato, denominato PowerBook 550c, dotato di display più grande  (10.4"), CPU con unità FPU (68040), disco rigido di maggior capacità e tastiera giapponese. Questo modello fu prodotto esclusivamente per il Giappone e non fu mai certificato per gli Stati Uniti.
I ritardi nell'introduzione della nuova generazione di PowerBook basati interamente sul PowerPC (PowerBook 5300) causarono un incremento nelle richieste per l'aggiornamento della CPU e la società che produceva i moduli di conversione, la Newer Technology, iniziò a venderli direttamente prima ancora della stessa Apple, con frequenze di clock più elevate rispetto a quelle fornite da Apple (117 MHz contro i 100 nominali, 99 effettivi, dei moduli Apple). Newer Technology introdusse inoltre un modulo potenziato con clock a 167 MHz che rendeva i PowerBook 500 addirittura più efficienti rispetto al PowerBook 5300 basato su architettura PowerPC nativa, contribuendo all'insuccesso commerciale di tale modello.
Quando Apple lanciò il modello PowerBook 1400, Newer mise sul mercato un ulteriore potenziamento con clock a 183 MHz e 128 KB di memoria cache L2 che mantenne i PowerBook 500 in cima alle prestazioni.

## Impatti industriali
I portatili PowerBook 500 furono i primi prodotti industriali a offrire di serie:
- Touchpad al posto del track ball e del mouse (soluzione in seguito adottata su quasi tutti i computer portatili)
- Audio stereo a 16bit  @ 44.1 kHz (contro 8bit mono @ 22 kHz disponibili fino ad allora)
- Altoparlanti stereo integrati ai lati superiori del monitor
- Ethernet tramite porta AAUI a 32 bit (era necessario un adattore)
- Scheda generica di estensione interna per collegamento a vari tipi di dispositivi
- Batterie NiMH di tipo "intelligente", dotata di un sistema di autocontrollo dello stato
- CPU montata su modulo rimovibile, caratteristica unica per un portatile.

Inoltre furono i primi modelli PowerBook ad adottare:
- CPU standard 68LC040 (con Duo 280) o 68040 (solo modelli per il Giappone)
- Schermo da 9.5" (10.4" solo per il Giappone)
- Monitor passivi a colori e monocromatici Dual Scan
- Modulo di espansione al posto della seconda batteria
- Compatibilità con PC Card (PCMCIA)
- Doppia batteria con batteria sleep/orologio da 10 minuti
- Tastiera di dimensioni normali con tasti funzione  (F1-F12)
- Funzione di sleep anche mentre collegati a un monitor esterno
- Coperchio di protezione dei contatti integrato nelle batterie

Uscita in una fase in cui la maggior parte dei portatili erano dotati solo di monitor monocromatico, audio mono a 8 bit, batteria dal ciclo di vita ridotto e in alcuni casi di un alloggio esterno per la trackball, la serie 500 divenne il modello di riferimento per tutti i portatili attuali, incorporando tutta una serie di caratteristiche che fino ad allora erano prerogativa dei computer desktop: Ethernet integrata (tramite AAUI), porta SCSI (precursore della FireWire) e collegamenti ADB (simili all'USB).

## Produzione
Furono prodotte in tutto quasi 600000 unità della famiglia PowerBook 500, praticamente il doppio rispetto ai modelli della famiglia PowerBook 5300.

## Modelli
| | 520                                    | 520c                                      | 540                                | 540c                          | 550c                           |
| --- | -------------------------------------- | ----------------------------------------- | ---------------------------------- | ----------------------------- | ------------------------------ |
| ID Seriale Apple | M3981LL                                | M3984LL                                   | ?                                  | M2809LL/B                     | ?                              |
| Processore | 68LC040                                | 68LC040                                   | 68LC040                            | 68LC040                       | 68040                          |
| Clock CPU | 25 MHz                                 | 25 MHz                                    | 33 MHz                             | 33 MHz                        | 33 MHz                         |
| RAM di serie (MB)                                                                                                   | 4                                      | 4                                         | 4                                  | 4                             | 4                              |
| RAM massima (MB) | 36                                     | 36                                        | 36                                 | 36                            | 36                             |
| Hard disk (MB) | 160 o 240                              | 160, 240, o 320                           | 240-320                            | 240-320, poi 500              | 750                            |
| Schermo | 9.5" monocromatico, passivo, Dual scan | 9.5" a colori, passivo, Dual scan passive | 9.5" monocromatico, matrice attiva | 9.5" a colori, matrice attiva | 10.4" a colori, matrice attiva |
| Risoluzione / Numero di colori                                                                                      | 640x480 / 16                           | 640x480 / 256                             | 640x480 / 64*                      | 640x400 / 32K**               | 640x400 / 32K**                |
| # il numero di produzione della famiglia è M4880, ma i modelli singoli hanno numeri diversi non impressi sul telaio |                                        |                                           |                                    |                               |                                |
| * 64 tonalità di grigio, anche se poteva essere impostato fino a 256 tonalità.                                      |                                        |                                           |                                    |                               |                                |
| ** 32K colori a 640x400 o 256 colori a 640x480                                                                      |                                        |                                           |                                    |                               |                                |

## Monitor supportati
| Risoluzione* | Frequenza | Tipo di monitor | Profondità di bit (LCD)            | Profondità di bit (monitor esterno) |
| --- | --------- | --------------- | ---------------------------------- | ----------------------------------- |
| 512x384 | 60 Hz     | MultiSync       | n/a                                | 8 bit (256 colori/toni di grigio)   |
| 640x400 |           | LCD incorporato | 16 bit (64K colori/toni di grigio) | n/a                                 |
| 640x480 | 67 Hz     | VGA             | 8 bit (256 colori/toni di grigio)  | 8 bit (256 colori/toni di grigio)   |
| 800x600 | 56 Hz     | SVGA            | n/a                                | 8 bit (256 colori/toni di grigio)   |
| 832x624 | 75 Hz     | MultiSync       | n/a                                | 8 bit (256 colori/toni di grigio)   |
| 1024x768 | 60 Hz     | XVGA/VESA       | n/a                                | 4 bit (16 toni di grigio)           |
| Elenco di tutte le risoluzioni e livelli di colore supportati. |           |                 |                                    |                                     |
| *L'elenco delle risoluzioni disponibili su un PowerBook è disponibile tramite il pannello di controllo "Monitor e Suono" oppure tramite la cartella "Controllo Monitor" con la sequenza di tasti Option-click Option. |           |                 |                                    |                                     |

## Espansioni di CPU
| Modello | Sonnet    | Apple        | NUpowr 117                  | NUpowr 167                  | NUpowr 183                  | NUpowr G3                             |
| --- | --------- | ------------ | --------------------------- | --------------------------- | --------------------------- | ------------------------------------- |
| Produttore | Sonnet    | Apple        | Newer Technology            | Newer Technology            | Newer Technology            | Newer Technology                      |
| Processore | 68040     | PowerPC 603e | PowerPC 603e                | PowerPC 603e                | PowerPC 603e                | PowerPC 740*                          |
| Clock CPU | 66/33 MHz | 99 MHz       | 117 MHz                     | 167 MHz                     | 183 MHz                     | 223 MHz?                              |
| Cache L2 | no        | no           | no                          | no                          | 128kb                       | 512kb?                                |
| RAM integrata (MB) | 4 MB      | 8 MB         | 0,4, o 8 MB                 | 0 o 8 MB                    | 0 o 24MB#                   | 24 MB?#                               |
| Quantità prodotte | non note  | 6000         | "oltre 15.000" di ogni tipo | "oltre 15.000" di ogni tipo | "oltre 15.000" di ogni tipo | non commercializzato (solo prototipi) |
| Note |           | M3081LL/A    |                             | versione più diffusa        |                             |                                       |
| # La RAM aggiuntiva richiedeva la rimozione della scheda modem, operazione accettabile considerato il limite di velocità del modem a 19.2 kbit/s. |           |              |                             |                             |                             |                                       |
| * Il PowerPC 740 (G3) ha un pin-out completamente compatibile col il 603e. Newer Technology confermò di averne realizzato dei prototipi ma non li mise mai in produzione. Un modello 500 in Giappone venne modificato sostituendo il 603e con un G3. |           |              |                             |                             |                             |                                       |
| ? Newer Technology non ha mai diffuso le specifiche per l'espansione G3, le stime sono basate sulle caratteristiche di tale processore. |           |              |                             |                             |                             |                                       |